# Gaucín
Gaucín ist ein südspanischer Ort und eine Gemeinde (municipio) mit nur noch 1.591 Einwohnern (Stand: 2024) in der Provinz Málaga in der autonomen Gemeinschaft Andalusien. Gaucín gehört zur „Straße der Weißen Dörfer“ (Ruta de los Pueblos Blancos).

## Geografie

### Lage und Klima

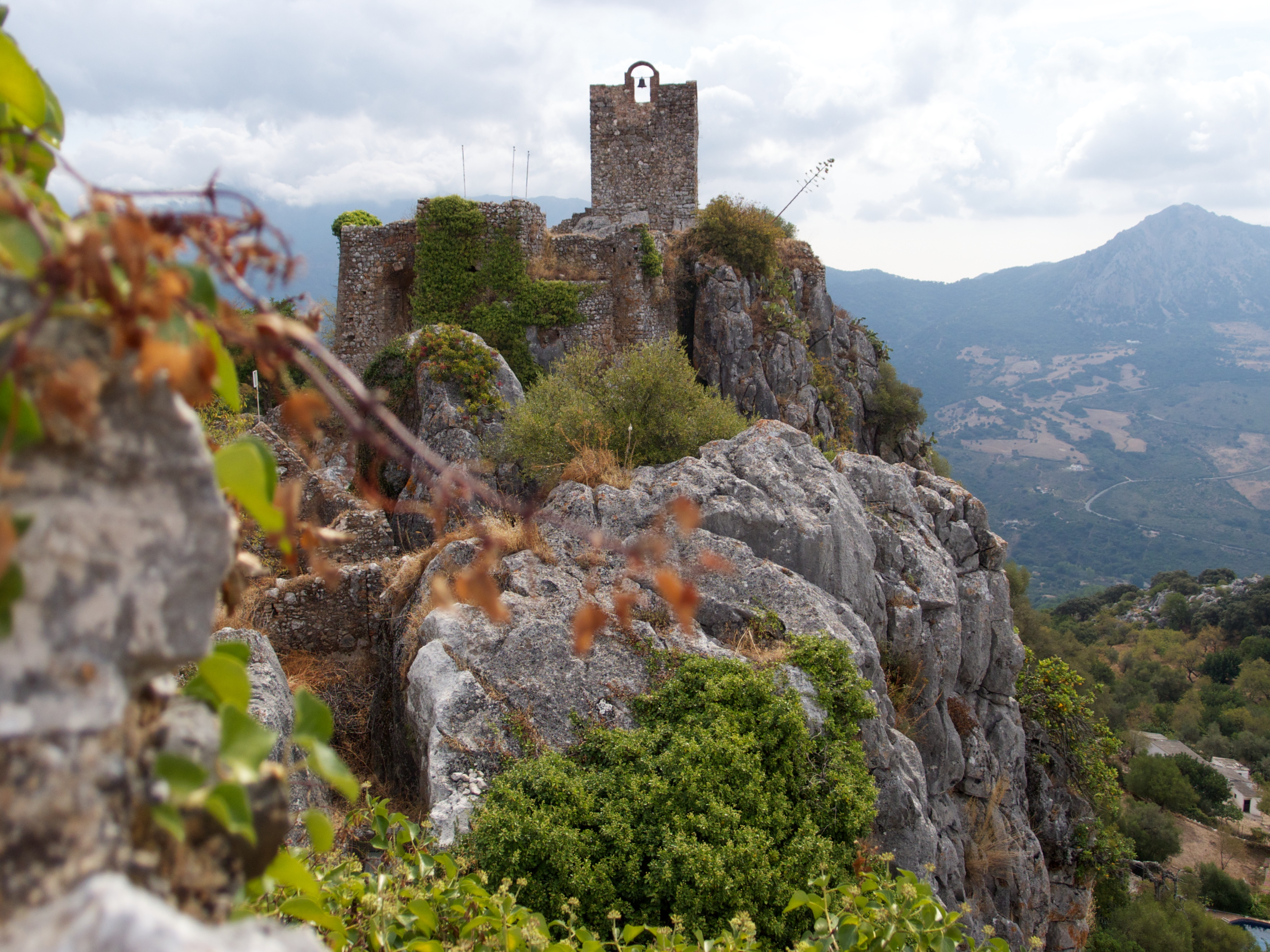
Castillo del Aquila

Gaucín liegt an einem Gebirgspass der Sierra del Hacho nördlich oberhalb des Flusses Genal in einer Höhe von ca. 610 m. Die Stadt Ronda befindet sich ca. 41 km (Fahrtstrecke) nordöstlich; die Städte Algeciras und Gibraltar liegen gut 60 km südlich. Das Klima ist gemäßigt bis warm; Regen (ca. 785 mm/Jahr) fällt überwiegend im Winterhalbjahr.

### Vegetation
Die umgebende Vegetation ist gekennzeichnet durch Kiefernwälder, weiter unten lockere Laubwälder mit Korkeichen, Steineichen und Kastanien, in lockerer Anordnung zwischen Feldern, Beständen von Olivenbäumen und Weiden. Ganz unten im Flusstal findet sich eine Auenlandschaft.

### Ortsbild
Unter der Burgruine des Castillo del Aquila gruppieren sich entsprechend dem maurischen Siedlungsbild die weißen Häuser des Ortes entlang enger Gassen, von denen viele nur für Fußgänger passierbar sind. Die Durchgangsstraße führt am Ort vorbei und beeinträchtigt das Ortsinnere nicht.

## Bevölkerungsentwicklung
| Jahr      | 1857  | 1900  | 1950  | 2000  | 2020  |
| Einwohner | 4.503 | 4.215 | 3.646 | 1.684 | 1.587 |

Die Mechanisierung der Landwirtschaft, die Aufgabe bäuerlicher Kleinbetriebe und die daraus resultierende Arbeitslosigkeit haben zu einem immer noch anhaltenden Bevölkerungsschwund geführt (Landflucht).

## Wirtschaft

### Landwirtschaft
Der Ort und seine Bevölkerung sind traditionell von der Landwirtschaft abhängig. Angebaut werden Getreide in Form von Weizen, Gerste und Mais, Oliven und Gemüsepflanzen wie Bohnen, Kichererbsen und Erbsen. Auf den bewässerten Flächen, die nur 0,2 % der Gesamtfläche ausmachen, werden Zitrusfrüchte, Äpfel, Pfirsiche, Kirschen, Kohl, Bohnen, Salat, Zwiebeln und Gurken kultiviert. Seit dem Jahr 1932 gehört Gaucín zu den Gemeinden, in denen Malagawein angebaut werden darf.

### Industrie und Gewerbe
Die Unternehmen in der Gemeinde sind überwiegend Kleinbetriebe.

### Tourismus
Gaucín ist bei weitem nicht so touristisch geprägt wie die nahe gelegene Küste oder Ronda. Trotzdem bietet der Tourismus eine wichtige Einnahmequelle. Es gibt eine Reihe von Hotels und Pensionen sowie Gutshöfen mit Übernachtungsmöglichkeit. In den Bars und Restaurants im Ort hört man während der Saison unter anderem englische, deutsche, holländische und französische Stimmen.

## Geschichte

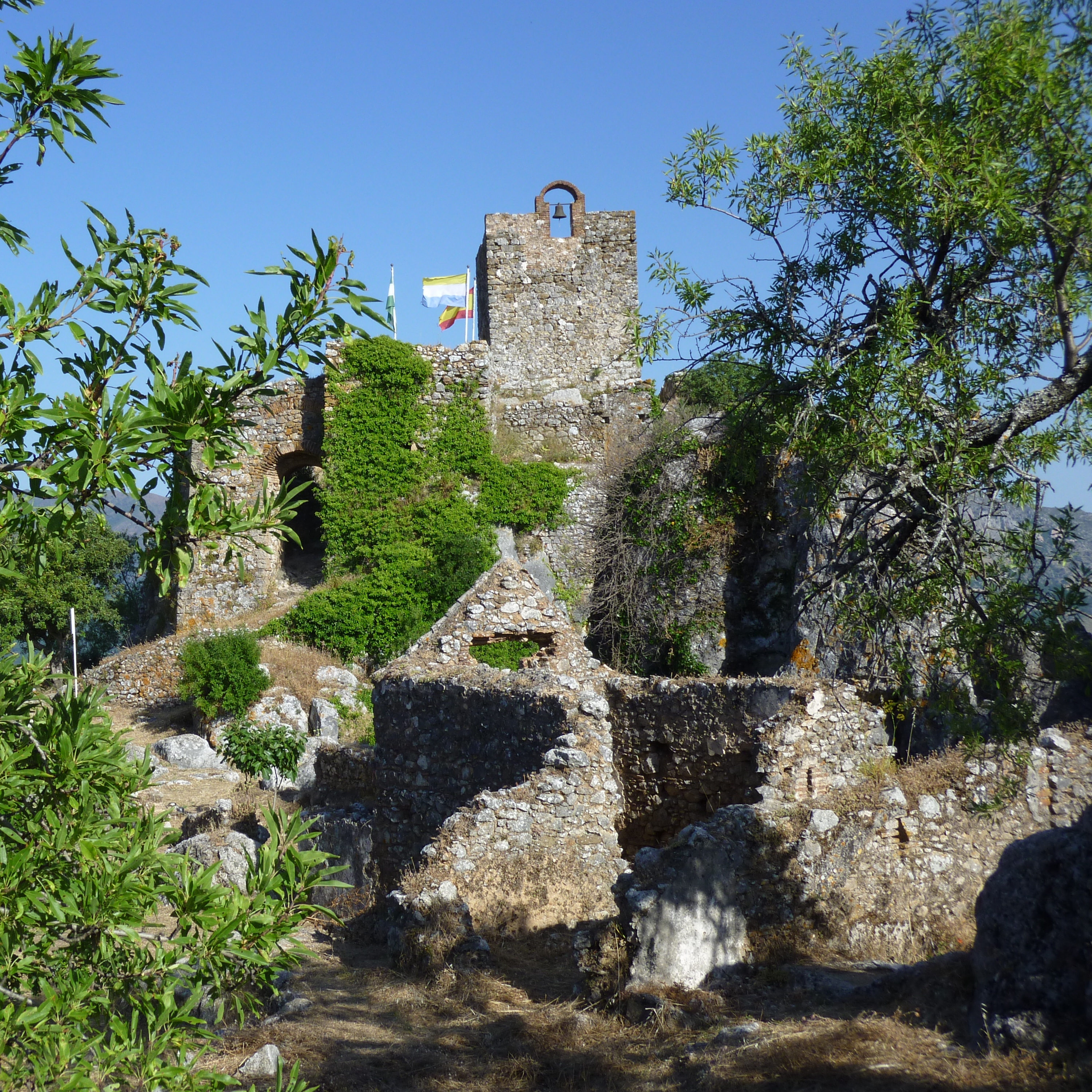
Im Castillo del Aquila

### Römer und Westgoten
Der Name Gaucín ist arabischen Ursprungs, ebenso wie der ursprüngliche Name der Burg, die die maurische Bezeichnung Arrabalete trug. Trotzdem sind Historiker der Ansicht, dass am Ort schon zur Römerzeit eine Siedlung bestand, auch wenn Funde, die dies eindeutig belegen, fehlen. Eine Römerstraße, gepflastert mit Kalkstein, führte von Gibraltar, zumeist dem Verlauf der Flusstäler folgend, über Gaucín nach Ronda.
In der Loma de Enmedio, 4 km von Gaucín entfernt, wurden Reste eines Dorfes und einer Nekropole der Westgoten gefunden.

### Araber
Die Araber erkannten den hohen strategischen Wert der Anhöhe oberhalb des Bergpasses und errichteten hier eine Festung, die sie Sachra Guazan, starker Fels, nannten. Die ältesten historischen Informationen stammen aus dem Jahr 914. 

### Reconquista
Mit Alfons VIII. kamen die christlichen Heere nach Ronda. Kämpfe und Überfälle dauerten das gesamte 13. und 14. Jahrhundert an, wobei die arabischen Gegenangriffe nach und nach seltener wurden. Die Mauren hatten ihre Stützpunkte in den Bergen und sorgten von dort aus für Unruhe in der Tiefebene von Algeciras. 1309 starb Alfonso Perez de Guzmán, genannt Guzmán el Bueno, bei Gaucín im Kampf gegen die Mauren.
Gaucín wurde 1457 unter Heinrich IV. von Kastilien erobert. Der Ort wurde jedoch erst am 27. Mai 1485 endgültig christlich, als der Ort von Pedro del Castillo eingenommen wurde. Danach wurde dieser in Ronda von Ferdinand II. zum ersten Alcaide (Vogt) von Gaucín erhoben. Weitere Alcaiden von Gaucín waren Juan de Torres, nach dessen Tod 1496 sein Bruder Rodrigo de Torres, ab 1513 Juan de Maraver und ab 1559 Juan de Campo Vaca de Mendoza.
Die muslimische Bevölkerung verblieb zum großen Teil zunächst im Ort und durfte ihre Besitztümer behalten. Im Jahr 1488 jedoch gründete Ferdinand II. eine Garnison in Gaucín. Ein Teil der muslimischen Bevölkerung erhob sich daraufhin zum Aufstand, tötete einen Teil der Garnisonsbesatzung und vertrieb den Rest. Unter Führung des Marquis von Cádiz und des Grafen von Cifuentes, verstärkt durch Truppen aus Sevilla, eroberten die Christen den Ort zurück. Alle Muslime im Ort, die dabei nicht ums Leben kamen, wurden versklavt.

### Napoleonische Kriege
Am 8. Juli 1810, im Zuge der fünften Invasion des Ortes durch napoleonische Truppen, töteten diese alle Einwohner, denen sie begegneten. Sie setzten das Orts- und das Kirchenarchiv in Brand und stürzten die Skulptur des Jesusknaben von den Klippen der Burg hinunter.

### Karlistenkriege
Im 1. Carlistenkrieg (1833–40) wurde die Gegend von Truppen unter General Gómez besetzt. Im Jahr 1839 wurde unter General Serrano Valdenebro die Festung modernisiert und verstärkt, mit 40 Mann Besatzung 6 Kanonen und zwei Mörsern ausgerüstet. Im 2. Karlistenkrieg (1847–49) zerstörte eine Explosion des Pulvermagazins die Burg. Die Ruine wurde danach vom Militär gänzlich aufgegeben.

## Tourismus

### Sehenswürdigkeiten

#### Castillo del Aquila
Vermutlich unterhielten bereits die Römer auf dem Berg an dem strategisch wichtigen Gebirgspass eine Festung. Im 9. Jahrhundert erbauten die Mauren die wesentlichen Teile der heute als Ruine erhaltenen Anlage. Danach wurde die Burg mehrfach den jeweils zeitgemäßen Erfordernissen angepasst, bevor sie durch die Explosion 1848 zerstört wurde.

#### Ermitá de Santo Niño

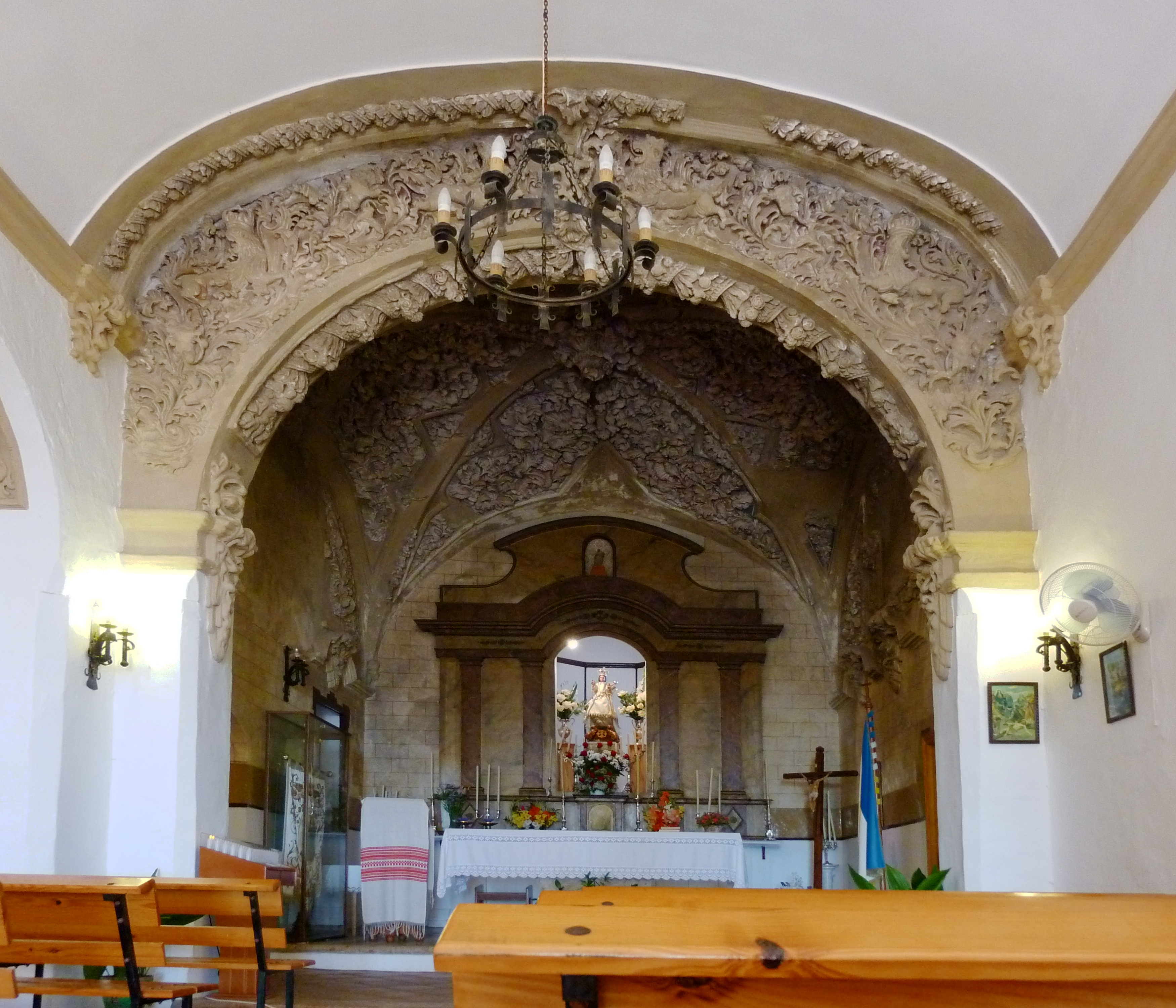
In der Ermitá de Santo Niño

Innerhalb der äußeren Mauern des Castillo del Aquila befindet sich die Wallfahrtskirche Ermitá de Santo Niño (Einsiedelei vom Jesuskind). Sie wurde im 16. Jahrhundert erbaut, um einen Schrein zur Verehrung eines Heiligenbildnis des hl. Johannes von Gott zu schaffen. 1720 wurde an der Nordseite ein Seitenschiff hinzugefügt, in dem sich heute das Heiligenbild befindet. Im 19. Jahrhundert gab es eine weitere große Erweiterung, bei der ein Seitenschiff an der Südseite hinzugefügt wurde.

#### Weitere Sehenswürdigkeiten

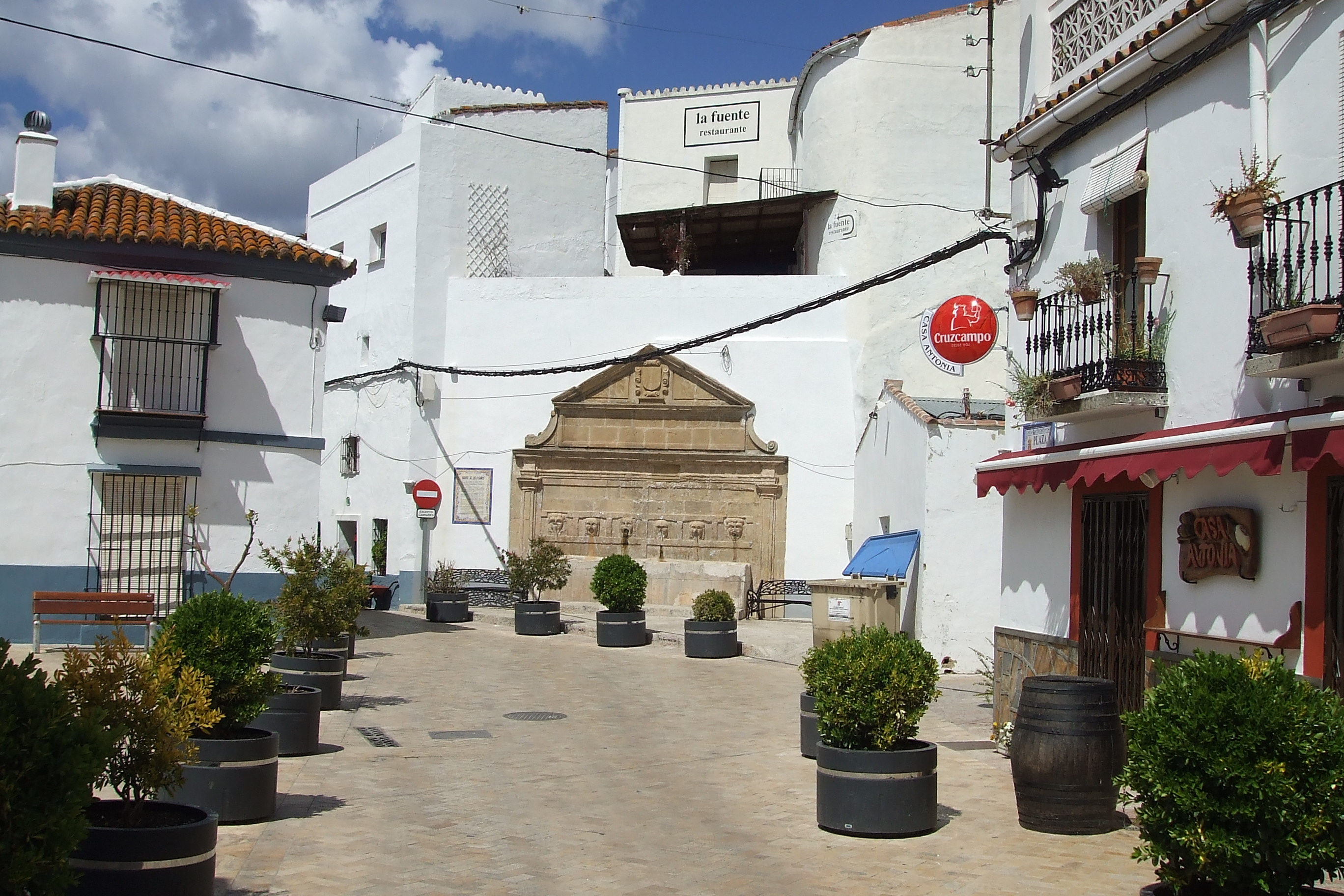
Platz mit der Fuente de los Seis Caños

- Die Pfarrkirche San Sebastián stammt aus dem 16. Jahrhundert.
- An einem kleinen Platz in der Ortsmitte befindet sich der Fuente de los Seis Caños, der Brunnen mit den sechs Rohren, die als Wasserspeier in Form von Gesichtern gestaltet sind.
- Der Konvent der Karmelitinnen wurde im Jahr 1704 erbaut und war ursprünglich eine Einsiedelei, die Ermita de la Vera Cruz.
- Von den weißen Häusern des Ortes sind viele mit kunstvoll gearbeiteten schmiedeeisernen Fenstergittern, Balkonen und Blumenschmuck verziert. Unter ihnen finden sich eine ganze Reihe von Herrenhäusern aus dem 17. und 18. Jahrhundert, mit aus Stein gemeißelten Adelswappen am Eingang.

## Persönlichkeiten
Mehrere ausländische Künstler haben sich dauerhaft in Gaucín niedergelassen, darunter Michael Roschlau, Paddy Robinson, Jennifer Waterhouse, Bayard Osborn und Brenda Hartill.

## Küche
Die Küche entspricht der regionalen Küche in der Serranía de Ronda. 
Typische Gerichte sind:
- Acinojos, eine Fenchelzubereitung,
- der kalte und der warme Gazpacho,
- die Migas, ein Eintopfgericht, das aus Trauben, Melonen, Wassermelonen, Orangen, Oliven und Salzhering besteht und eher in der kühlen Jahreszeit gegessen wird.

Typische Süßigkeiten sind 
- die Alfajores genannten handgefertigten Plätzchen,
- weiße Kuchen aus Eiern, Olivenöl, Mehl und Backpulver,
- Mandelplätzchen
- die sogenannten Sospiros (Seufzer); eine Art Merinken aus Eischnee und Zucker, abgeschmeckt mit etwas Zitrone.